# Táncdalfesztivál
Táncdalfesztivál (literalmente Festival de música de baile) fue una serie de concursos y exhibiciones de música pop húngara, que se transmitió por la Televisión Nacional de 1966 a 1994.

## Importancia
En un país con un solo canal de televisión, Táncdalfesztivál fue la principal oportunidad para que los jóvenes músicos mostraran sus habilidades y se hicieran conocidos en la Hungría de los años 60. Fue el punto de partida en la carrera de los artistas más populares de la época, como Kati Kovács, Pál Szécsi, Klári Katona o Zsuzsa Koncz.
Como los televisores se estaban generalizando, también significó una buena oportunidad para los músicos ya populares de la radio, pero nunca vistos tocando en vivo. Los artistas que ganaron fama a través del programa incluyen a Éva Mikes, Mária Toldy, Katalin Sárosi, János Koós y László Aradszky. Según János Bródy, la serie Táncdalfesztivál desempeñó un papel clave en la renovación de la escena musical húngara contemporánea, que se extendió más allá de las fronteras nacionales.
El programa de televisión tenía contrapartes de radio similares, igualmente exitosas, llamadas Tessék Választani y Made in Hungary.

## Cronología
El Táncdalfesztivál clásico se llevó a cabo anualmente entre 1966 y 1972, seguido de competiciones celebradas irregularmente con diferentes nombres y alcances hasta 1994.
- 1966 Táncdalfesztivál '66
- 1967 Táncdalfesztivál '67
- 1968 Táncdalfesztivál '68
- 1969 Táncdalfesztivál '69
- 1971 Táncdalfesztivál '71
- 1972 Táncdalfesztivál '72
- 1977 Metronóm '77
- 1981 Tánc- és popdalfesztivál
- 1986 Interpop Fesztivál
- 1988 Interpop Fesztivál
- 1992 Volt egyszer egy fesztivál
- 1992 Egri Táncdalfesztivál
- 1993 Pop-rock fesztivál (Mitax Organ)
- 1993 II. Egri Táncdalfesztivál
- 1994 A Magyar Televízió Táncdalfesztiválja